# Fonction gamma incomplète
Pour les articles homonymes, voir gamma (homonymie).

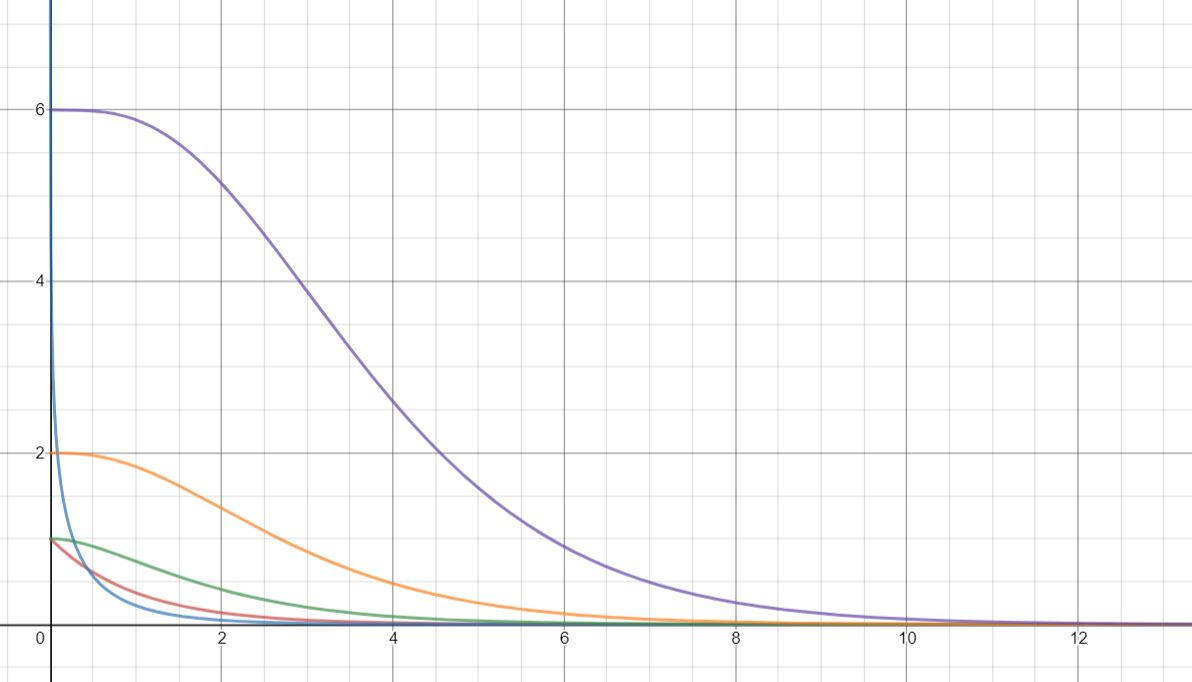
Fonction gamma incomplète (seconde définition) pour différentes valeurs de a : 0 (bleu), 1 (rouge), 2 (vert), 3 (orange), 4 (violet)

En analyse mathématique, il existe plusieurs définitions de fonctions gamma incomplètes : pour un paramètre complexe a de partie réelle strictement positive,

## Dérivées
La dérivée de la fonction gamma incomplète Γ(a, x) par rapport à x est l'opposée de l'intégrande de sa définition intégrale :
{\displaystyle {\frac {\partial \Gamma (a,x)}{\partial x}}=-x^{a-1}{\rm {e}}^{-x}.}
La dérivée par rapport au paramètre a est donnée par
{\displaystyle {\frac {\partial \Gamma (a,x)}{\partial a}}=\ln(x)\Gamma (a,x)+x~T(3,a,x)}
et la dérivée seconde par
{\displaystyle {\frac {\partial ^{2}\Gamma (a,x)}{\partial a^{2}}}=\ln ^{2}(x)\Gamma (a,x)+2x~(\ln(x)~T(3,a,x)+T(4,a,x)),}
où la fonction T(m, a, x) est un cas particulier de la fonction G de Meijer (en)
{\displaystyle T(m,a,x)=G_{m-1,m}^{~m,~0}\left(x\left|{\begin{array}{c}0,0,\ldots 0\\-1,-1,\ldots ,a-1,-1\end{array}}\right.\right).}
Ce cas particulier possède des propriétés internes de fermeture qui lui sont propres parce qu'il permet d'exprimer toutes les dérivées successives. En général,
{\displaystyle {\frac {\partial ^{m}\Gamma (a,x)}{\partial a^{m}}}=\ln ^{m}(x)\Gamma (a,x)+mx~\sum _{i=0}^{m-1}A_{m-1}^{i}\ln ^{m-i-1}(x)~T(3+i,a,x)}
où A désigne la factorielle décroissante :
{\displaystyle A_{i}^{j}={\frac {i!}{(i-j)!}}.}
Toutes ces dérivées peuvent être produites à partir de
{\displaystyle {\frac {\partial T(m,a,x)}{\partial a}}=\ln(x)~T(m,a,x)+(m-1)T(m+1,a,x)}
et
{\displaystyle {\frac {\partial T(m,a,x)}{\partial x}}=-{\frac {1}{x}}(T(m-1,a,x)+T(m,a,x)).}
Cette fonction T(m, a, x) peut être calculée par sa représentation en série, valide pour |z| < 1 :
{\displaystyle T(m,a,z)=-{\frac {(-1)^{m-1}}{(m-2)!}}\left.{\frac {{\rm {d}}^{m-2}}{{\rm {d}}t^{m-2}}}\left[\Gamma (a-t)z^{t-1}\right]\right|_{t=0}+\sum _{i=0}^{\infty }{\frac {(-1)^{i}z^{a-1+i}}{i!(-a-i)^{m-1}}}}
et pourvu que le paramètre a ne soit pas un entier négatif ou nul. Dans ce dernier cas, on doit employer une limite. Des résultats pour |z| ≥ 1 peuvent être obtenus par prolongement analytique. Quelques cas particuliers de cette fonction peuvent être simplifiés. Par exemple,
{\displaystyle T(2,a,x)={\frac {\Gamma (a,x)}{x}}\quad {\rm {et}}\quad x~T(3,1,x)={\rm {E}}_{1}(x),}
où E1 est l'exponentielle intégrale. Les dérivées et la fonction T(m, a, x) fournissent les solutions exactes à un certain nombre d'intégrales par la différentiation répétée de la définition intégrale de la fonction gamma incomplète Γ(a, x). Par exemple,
{\displaystyle \int _{x}^{\infty }t^{a-1}\ln ^{m}(t)~{\rm {e}}^{-t}{\rm {d}}t={\frac {\partial ^{m}}{\partial a^{m}}}\int _{x}^{\infty }t^{a-1}{\rm {e}}^{-t}{\rm {d}}t={\frac {\partial ^{m}}{\partial a^{m}}}\Gamma (a,x).}
Cette formule peut être "gonflée" davantage ou généralisée à une classe considérable de transformées de Laplace ou de Mellin. Une fois combinée avec un système de calcul formel, l'exploitation des fonctions spéciales fournit une méthode puissante pour résoudre des intégrales définies, en particulier celles rencontrées par les applications pratiques des ingénieurs.